# Crudosilis
Crudosilis es un género de coleóptero de la familia Cantharidae.

## Especies
Está compuesto por las siguientes especies:
- Crudosilis alaica Kazantsev, 1998
- Crudosilis altaica Kasantsev, 1995
- Crudosilis barovskii Kasantsev, 1995
- Crudosilis beringiana Kasantsev, 1995
- Crudosilis dowgailoi Kazantsev, 1998
- Crudosilis ferganica Kazantsev, 1998
- Crudosilis lomakini Tshernyshev, 1998
- Crudosilis magadanica Kazantsev, 1998
- Crudosilis mingrelica Kasantsev, 1995
- Crudosilis mongolica Kazantsev, 1998
- Crudosilis rugimana Kasantsev, 1995
- Crudosilis sandalica Kazantsev, 1998
- Crudosilis sinica Kazantsev, 1998
- Crudosilis tchernyshevi Kazantsev, 1998
- Crudosilis turkestanica Kazantsev, 1998
- Crudosilis wittmeri Kazantsev, 1998
- Crudosilis xanthoderus (Solsky, 1882)